# 888 Holdings
888 Holdings er en online gambling gruppe grundlagt i 1997, der tilbyder online poker, online kasino, sportsspil, live betting, bingo online og bløde spil. Virksomheden har sit hovedkvarter på Gibraltar og er ejet af det London Stock Exchange noterede aktieselskab 888 Holdings plc. som er på FTSE 250 Index.

## Historie
Firmaet blev anlagt af Avi og Aaron Shaked, og Shay og Ron Ben-Yitzhak i maj-måned 1997 som Virtual Holdings Limited. Casino-on-Net blev lanceret på dette tidspunkt, og et administrativt center blev grundlagt i Antigua. I 2002 blev Reef Club Casino og Pacific Poker lanceret. I 2003 flyttede det administrative center til Gibraltar. Det blev for første gang registreret på London Stock Exchange i år 2005. Brødrene Avi og Aaron Shaked ejede ca. 50% af firmaet igennem familiens opsparingsfonder. Et andet par af brødre, Shay og Ron Ben-Yitzhak, administrerer ca. 11 procent igennem en opsparingsfond.
Henad slutningen af 2006 annoncerede Ladbrokes og 888.com at de forhandlede om en fusion. I april-måned 2007 annoncerede firmaerne dog, at på grund af ændringer i skattelovene i Storbritannien, og frygt for juridiske handlinger fra den amerikanske regeringm at projektet blev droppet.
I marts måned 2007 annoncerede 888 dets køb af Bingo firmaet af Globalcom Limited med samlet beløb på $43,4 mio. kontant.

### Spillere i USA
Den 2. oktober 2006 annoncerede 888 Holdings, at det havde suspenderet deres forretning med amerikanske kunder med henvisning til Unlawful Internet Gambling Enforcement Act of 2006 der var blevet vedtaget af den amerikanske kongres tre dage tidligere. Den 14. august 2007 udbedte US Department of Justice om at selskabet skulle betale skat af al deres profit, der var skabt i USA.

## Sider
Firmaet opererer under et spille licens skænket af Gibraltars regering. Under vilkårene af spille licenset ejer og opererer Cassava Enterprises et par spillesider heriblandt:

### 888sport
888sport er 888's sports betting brand. Online bookmakeren blev lanceret i marts måned 2008. Indsats kan placeres på en række af forskellige begivenheder, for det meste sportsbegivenheder.

### 888casino
888casino er et online casinosite, der drives af 888 Holdings. Den blev grundlagt i 1997 og er baseret i Gibraltar. Det er ét af de ældste internetcasinoer. I 2013 blev 888casino det første eksklusive onlinecasino, der fik licens i USA.

### 888poker
888poker, tidligere Pacific Poker, er 888 Holdings pokersite. Siden blev lanceret i juli 2002.

## Sponsor
Siden 2004, har 888.com æret hovedsponsor for Middlesbrough Football Club, med 888.com navnet på klubbens striber, men det blev udskiftet i august måned 2007. For nylig blev 888.com gruppen hovedsponsor for Sevilla Football Club. I 2006, blev 888.com hovedsponsor af World Snooker Championship men afsluttede 5-år kontrakten i august måned 2007 kun efter tre år.
888 er sponsor for 888ligaen, de Mænds Håndbold League i Danmark.